# Tragédia a limai Nemzeti Stadionban
A limai Nemzeti Stadionban történt tragédia 1964. május 24-én következett be a Peru-Argentína labdarúgómérkőzésen. Az eredménnyel elégedetlen, s a társadalmi-politikai problémák miatt is zaklatott szurkolói tömeg összetűzésbe került a stadiont nem megfelelően biztosító rendőrséggel. A tragédiához az vezetett, hogy a rendőri erők nagy mennyiségű könnygázt (és valószínűleg éles lőszert is) bevetettek, amitől pánik alakult ki, mely a hiányos biztonsági intézkedések miatt véres káoszba torkollott.
Hivatalosan az incidensnek 328 halottja volt, ám lehetséges, hogy a valós szám ennél sokkal nagyobb. Az események pontos tisztázására máig nem került sor Peruban és a felelősök felelősségre vonása sem történt meg teljeskörően.
A perui eset a legsúlyosabb, labdarúgással kapcsolatos polgári katasztrófa a világon.
A történtek tovább fokozták a Peruban már akkor is meglevő politikai nyugtalanságot és közvetve hozzájárultak Juan Velasco Alvarado által végrehajtott 1968-as államcsínyhez.

## Előzmények
A szurkolói huliganizmus már a kezdetektől szorosan összefügg azzal, hogy emberek csoportjai ezen megnyilvánulásokat személyes problémáik, vagy az adott társadalmi és politikai helyzet keltette feszültségek levezetésére is használják. Peruban az 1964. évi szerencsétlenséghez több ilyen tényező játszott közre. Országszerte nagy volt a munkanélküliség, gyakoriak voltak a tüntetések, megerősödtek a baloldali és kommunista erők, sőt vidéken is nőtt a feszültség a kormány mezőgazdasági reformjai miatt.
Eközben a perui nemzeti válogatotton is hatalmas volt a nyomás az az évi tokiói olimpia selejtezője kapcsán, mivel a csapat a csoportban a második helyen állt és legalább döntetlent kellett az itt megrendezett mérkőzésen elérnie az argentinokkal szemben, hogy biztosíthassa helyét a rájátszásban. Ezenfelül Perura további kemény mérkőzés várt Brazília válogatottjával.

## Tragédia

### A mérkőzés
A Nemzeti Stadionban megközelítőleg 53 ezer néző (Lima akkori lakosságának 5%-a) volt jelen. A játékvezető az uruguayi Ángel Eduardo Pazos Bianchi volt.
A meccs során az argentinok a hatvanadik percben, Néstor Manfredi góljával vezetésre tettek szert, ami már önmagában felbőszítette a perui szurkolókat. Hat perccel a mérkőzés vége előtt Víctor Lobatónnak sikerült gólt rúgnia a hazaiak számára, ám ezt Pazos nem ítélte szabályosnak, így a hivatalos végeredmény 1:0 lett.

### A szurkolók támadása
Az eredmény láttán két dühödt szurkoló (Víctor Melacio Vásquez és Edilberto Cuenca) lerontott a lelátóról a pályára, hogy megtámadják Pazost. A rendőrség mind a két egyént visszafogta, sőt súlyosan bántalmazta is, ami már az utolsó csepp volt a pohárban.
A felháborodott nézők dühükben szétvertékk a lelátót és minden kezük ügyébe kerülő eszközt (székdarabokat, köveket, üveget, petárdákat) kezdtek hajigálni, sőt a védőkerítést is áttörve elözönlötték a pályát. A rendőrség (amelynek csupán 154 embere volt a helyszínen) előbb a kutyáit uszította rájuk, majd könnygázgránátokat lőttek a tömegbe. Szemtanúk szerint még figyelmeztető lövéseket is leadtak a kézilőfegyverekből.
Míg a konfliktus percről-percre elfajult, a két csapat játékosait kikísérték az öltözőkbe és buszokkal elszállították őket a stadionból. A helyzet annyira feszült volt a városban, hogy másnap hajnalban Pazos is elhagyta Limát.[forrás?]

### Pánik és katasztrófa
A lelátókra kilőtt nagy mennyiségű könnygáztól és a lövések hallatán a tömeg, elsősorban a hátul állók pánikba estek és a kijáratok felé menekültek. Az út fedett, alagútszerű lépcsősorokon át haladt, ám az ajtók (amelyek nem szokásos acélkapuk, hanem hullámos vaskapuk voltak) le voltak zárva, s ami még rosszabbnak bizonyult, hogy csak befelé voltak nyithatók. Mindez teljessé tette a tömegszerencsétlenség bekövetkeztét.
Bár egyesek a taposás következtében fellépő belső sérülésekbe haltak bele, az áldozatok 90%-a megfulladt. Utóbbi oka a sűrű könnygázfüst vagy az, hogy az elől haladókat a rácsokhoz nyomta a feltorlódott embertömeg. Megint mások olyan szorosan egymáshoz préselődtek, hogy nem jutottak oxigénhez.
Csupán azok maradtak gyakorlatilag sértetlenek, akik a pályán álltak.
Források szerint a szerencsétlenség idején egy terhes asszony is tartózkodott a stadionban és a pánik során beindult nála a szülés. A nő világra hozta csecsemőjét, azt azonban a mai napig nem tudni, hogy ő és gyermeke vajon túlélték-e a viszontagságokat?

### Zavargás
Bár a torlódás során végül kiszakították a rácsokat és az emberek kijutottak az utcára, a felfordulás ezzel még nem ért végett, sőt egy nagyobb zavargás vette kezdetét: autókat és épületeket is felgyújtottak, több környékbeli üzletet kifosztottak.
A zavargást a lovasrendőrség háromórás harc után számolta fel, főleg torlaszok felállításával, ám helyenként éles lőszerrel is a tömegbe lőttek. Az elvadult csőcselék egy csoportja bosszóból megkísérelte megtámadni a stadionban szolgálatot teljesítő rendőri egységek parancsnokának, Jorge de Asumbujának a házát, mert az ő parancsára lőtték a könnygázgránátokat a tömegbe, ám a rendőrség megakadályozta ezt.
Megint egy másik csoport meg akarta támadni az államelnök házát, ám ezt a kísérletet is meghiúsította a rendőrség.
A zavargás egy közeli börtönben is zendülést eredményezett, ahonnét 31 fogvatartottnak sikerült megszöknie.
A csőcselék újból csoportosulni kezdett a kórházaknál (részben a Dos de Mayónál, ahol számos sérültet kezeltek), s ahol a skandálók megtorlást helyeztek kilátásba a kormány és a rendőrség ellen is. A rendfenntartó erőknek még május 25-én is be kellett avatkoznia, amikor a San Marcos Egyetem előtt diákok kisebb tüntetést szerveztek. A hatóság azzal vádolta meg őket, hogy beszédjeikben lázítanak.
A következő napokban-hetekben számos zavargásra is sor került országszerte, ezeket helyenként a perui hadsereg fékezte meg.

## Következmények

### Áldozatok
A hivatalos perui verziók szerint 328 halottja volt a szerencsétlenségnek és 500-nál többen sérültek meg súlyosan. Vélemények, így Jorge Salazar perui újságíró kutatásai szerint ez az adat nem tartalmazza azoknak a számát, akiket a rendőrök lőttek le, különösen a stadionból való kitörést követő zavargás alatt meghaltakét. Vannak olyan állítások, hogy a rendőrség titokban elszállíttatta azon személyek holttestjeit a halottasházakból, akik lőtt seb következtében vesztették életüket. Salazar kutatásai szerint ezeket a halottak tömegsírokba temették.
A halottak között két rendőr is volt, akiket a stadionon kívül vertek agyon a hőbörgők, annak ellenére hogy ők nem tartoztak a stadionban levő egységekhez, hanem egyszerű járőrök voltak.
Léteznek becslések, amelyek 318, 328, 340, 350 vagy akár 400-500 elhalálozott személlyel is kalkulálnak. A legnagyobb becslés 1000 főre teszi a halottak számát. A sérültek számát illetően is legalább 1000 fős becslések léteznek.

### Politikai következmények
A Fernando Belaúnde Terry vezette kormány hatnapos gyászt hirdetett, továbbá harminc napra szükségállapotot vezetett be, amely statáriummal és a szabadságjogok felfüggesztésével járt együtt. A kormány szerint trockista agitátorok idézték elő a szerencsétlen eseményt, addig az ellenzék a kormányt és Belaúnde elnököt okolta.
VI. Pál pápa arra kért más szurkolókat, hogy egyelőre függesszenek fel minden egyéb ünnepséget és rendezvényen való megnyilvánulást, helyettük tartsanak inkább megemlékezéseket.
Lima rendőrfőkapitánya, Ernesto Gómez Cornejo lemondott az eset után. Asumbuját, aki kiadta a parancsot a könnygáz bevetésére, 1971 szeptemberében állították bíróság elé, ám kevesebb, mint három évre ítélték. Felelősségét annyiban ismerte el, hogy alábecsülte a veszély nagyságát. Az intézkedő rendőrök közül negyvenet felfüggesztettek, egyéb eljárás nem indult ellenük. Az egyik rendőrt, aki részt vett a gáztámadásban, annyira megviselték a történtek, hogy az öngyilkosságba menekült. Ugyanakkor a szurkolói rohamot elsőként kezdeményező Vásquezt, akit két nappal az események után tartóztattak le, több év börtönre ítélték.
Eleinte a nemzetközi sajtó kizárólag a szurkolói huliganizmust tette felelőssé a tragikus eseményekért, de rövidesen világossá vált, hogy a rendőri erők hozzá nem értése vezetett el a szerencsétlenséghez, mert indokolatlanul sok könnygázt vetettek be, amit ráadásul nem megfelelően használtak. Kiderült az is, hogy nem volt az épületnek kiürítési terve, nem is beszélve a biztonságos körülmények hiányáról.
Az eset pontos körülményeit sosem vizsgálták ki, az erről szóló bírói jelentést, amelyet Benjamín Castañeda készített, szintén eltussolták, állítólag azért, mert a rendőrségre nézve sok terhelő adatot tartalmazott.

## Egyéb utóhatások
A limai Nemzeti Stadiont a tragédiát követően több hónapra bezárták. Az 1990-es évektől több huzamban átépítették, a befogadóképességét is korlátozták, ám az áldozatoknak azóta sem állítottak emlékművet.
Annak ellenére, hogy a meccset félbe kellett szakítani, a sportbizottság rögzítette az 1:0 eredményt Argentína javára, amely így közvetlenül kvalifikálhatta magát az tokiói olimpiára. A fennmaradó csoportjátékokat törölték. Peru később egy döntő mérkőzést játszott Brazíliával, ám 4:0-ra vesztett.
A limai tragédia a sérültek számát tekintve a mai napig a legnagyobb a sporttörténelemben. Az áldozatok száma meghaladja a későbbi hasonló katasztrófák (Heysel, Bradford, Hillsborough, Ohene Djan Kanjuruhan) áldozatainak számát is együttesen.